# Blonde (Alizée-dal)
A "Blonde" az első kislemez Alizée következő, hatodik albumáról, melynek 2014-re tervezik kiadását. 2014. március 12-én a Sony Music México megosztotta a kislemez borítóképét Instagramon, azzal az üzenettel, hogy a dal 2014. március 21-én fog megjelenni. Egy órával később a fotót letörölték, az emberek pedig azon tűnődtek, vajon egy hiba folytán publikálták a fotót, vagy egyszerűen csak egy szerkesztett, nem valós kép a szőke Alizée-ről. Később Alizée maga osztott meg egy fotót hivatalos Facebook-oldalán, mely ugyanebből a fotósorozatból származott. 2014. március 14-én Alizée és a kiadója, a Sony Music hivatalosan bejelentette, hogy az új kislemez 2014. március 18-án kerül kereskedelmi forgalomba.

## Háttér
A borítón Alizée-t szőke hajjal láthatjuk. Rajongók ezei lepődtek meg, mert az énekesnő természetes hajszíne barna és karrierje során meg egyszer sem változtatta azt meg. Így az új fotó megjelenése után sokan azon tanakodtak, vajon igazi-e a kép vagy csak szerkesztett. A kérdés tisztázódott, miután Alizée több fotót osztott meg Twitteren és Instagramon, melyeken szintén szőke hajjal látható.
A borító követi a dalcím és a dalszöveg irányvonalát.

## A klip
Videó még nem készült a dalhoz.

## Megjelenés
A kislemez megjelenését 2014. március 18-ra datálták, melyet Alizée és kiadója jelentettek be 2014. március 15-én Facebookon.

## Listák

### Heti listák
| Lista (2014)                          | Legjobb helyezés |
| ------------------------------------- | ---------------- |
| Franciaország (iTunes Top 100 Charts) | 7                |
| Magyarország (iTunes Top 100 Charts)  | 17               |
| Luxemburg (iTunes Top 100 Charts)     | 78               |
| Belgium (iTunes Top 100 Charts)       | 106              |
| Mexikó (iTunes Top 100 Charts)        | 128              |
| Svájc (iTunes Top 100 Charts)         | 135              |
| Olaszország (iTunes Top 100 Charts)   | 327              |
| Oroszország (iTunes Top 100 Charts)   | 363              |